# 吉姆·法伦
吉姆·法伦（1947年10月18日—）是一位美国神经科学家，加利福尼亞大學爾灣分校医学院精神病学和神经生物学荣誉退休教授，研究兴趣包括成体干细胞、化学神經解剖學、高级脑功能和脑成像。